# Bagrichthys
Bagrichthys is een geslacht van straalvinnige vissen uit de familie van de stekelmeervallen (Bagridae).

## Soorten
- Bagrichthys hypselopterus (Bleeker, 1852)
- Bagrichthys macracanthus (Bleeker, 1854)
- Bagrichthys macropterus (Bleeker, 1854)
- Bagrichthys majusculus Ng, 2002
- Bagrichthys micranodus Roberts, 1989
- Bagrichthys obscurus Ng, 1999
- Bagrichthys vaillantii (Popta, 1906)